# Best Of: Hollywood A Go-Go
Best Of: Hollywood A Go-Go è un Greatest Hits  degli L.A. Guns pubblicato nel 1994 solamente in Giappone.
L'album contuene pezzi tratti dagli album L.a. Guns, Cocked & Loaded, Hollywood Vampires, Live Vampires, Vicious Circle. Non contiene materiale inedito.  

## Tracce
1. Sex Action
2. Electric Gypsy
3. One More Reason
4. No Mercy
5. Hollywood Tease
6. Ballad Of Jayne
7. Rip And Tear
8. Malaria
9. I Wanna Be Your Man
10. Never Enough
11. Kiss My Love Goodbye
12. Wild Obsession
13. Dirty Luv
14. Some Lie 4 Love
15. Killing Machine
16. Kill That Girl
17. Face Down
18. Long Time Dead
19. Sex Action (live)